# 11Y busz (Várpalota)
A várpalotai 11-es jelzésű autóbusz az Autóbusz-állomás és a Kiskertek megállóhelyek között közlekedett. A vonalat a Volánbusz üzemeltette.

## Története
A járat azért szűnt meg, mert Várpalotán 2021. január 1-jétől a helyközi járatokon nem fogadják el a helyi jegyeket és bérleteket.

## Közlekedése
Csak munkanapokon közlekedik, egy járatpár.

## Útvonala
| Kiskertek felé | Autóbusz-állomás felé |
| --- | --- |
| Autóbusz-állomás – Sörház utca – Szent István út – Szabadság tér – Szent Imre utca – Mészáros Lőrinc utca – Dankó Pista utca – Péti út – Berhidai út – Bekötőút – Kiskertek | Kiskertek – Bekötőút – Berhidai út – Péti út – Dankó Pista utca – Vasút utca – Vasútállomás – Vasút utca – Kossuth Lajos utca – Szabadság tér – Szent István út – Sörház utca – Autóbusz-állomás |

## Megállóhelyei
Az átszállási kapcsolatok között a Vasútállomást nem érintő 11-es busz nincs feltüntetve!
| 0 | Autóbusz-állomás                      | 8 | 1, 1Y, 10, 10A       | Helyközi autóbusz-állomás, Krúdy Gyula Városi Könyvtár, Várpalotai temető                                              |
| 2 | Szabadság tér                         | 6 | 2, 4, 5, 10, 10A, 14 | Thury Vár, Nagyboldogasszony templom, Városháza, Trianon Múzeum, Nepomuki Szent János Római Katolikus Általános Iskola |
| 4 | Vasútállomás, bejárati út             | 4 | 4, 14                | |
| ∫ | Vasútállomás                          | 3 | 14                   | Várpalota |
| ∫ | Vasútállomás, bejárati út, Dankó utca | 2 | 4, 14                | |
| 5 | Kenyérgyár                            | 1 | 4, 10, 10A           | Képesség- és Tehetségfejlesztő Magán Általános Iskola                                                                  |
| 7 | Kiskertek                             | 0 |                      | |